# Poglavar države
Šef države, također i poglavar države (ili državni poglavar), najviši je predstavnik države u zemlji i prema inozemstvu. Prema međunarodnom pravu, šef države je najviše tijelo vanjskog zastupanja države, koje po ustavnom poretku odnosne države i prema međunarodnom pravu predstavlja i zastupa svoju državu u međunarodnim odnosima, te u ime svoje države daje očitovanja i opunomoćuje druga tijela za zastupanje prema vani.
Šef države može biti:
- individualno tijelo (dakle, jedna osoba obnaša dužnost šefa države) - predsjednik republike ili monarh (kralj, car, knez, vojvoda, papa, emir, sultan)
- kolektivno ili skupno tijelo (sastavljeno od više osoba) - predsjedništvo (prezidij), npr. Predsjedništvo Bosne i Hercegovine, odnosno druga tijela koja vrše funkciju kolektivnog predsjedništva (kao što je Savezno vijeće u Švicarskoj).

Šef države može biti izabran na izborima neposredno (npr. u Francuskoj) ili posredno (npr. predsjednik SAD-a) od birača, može biti izabran u parlamentu (npr. u Njemačkoj ili Italiji) ili ga može birati neko drugo tijelo ili interesna skupina, a u monarhijama funkcija šefa države najčešće je nasljedna (ali može biti i izborna). Gotovo svaka država ima svoje posebnosti u izboru svog šefa države. Nezakonit način dolaska na mjesto šefa države naziva se još i državni udar (iako državnim udarom ne mora doći do smjene na čelu države).
Međunarodno pravo traži da svaka država, kao subjekt međunarodnog prava, mora imati subjekt vanjskog zastupanja, tj. da ono stvarno postoji odnosno da je ono poznato, bilo da je to pojedinačno ili skupno tijelo koje obavlja tu funkciju, s time da se najviše tijelo vanjskog zastupanja države ne mora poklapati s vrhovnim tijelom ustavnog poretka u državi.
Funkcije šefa države razlikuju se obzirom na politički sustav određene zemlje:
- predsjednički sustav, koji je karakterističan za SAD-e te države Latinske Amerike. U takvom sustavu šef države je ujedno i šef vlade te se nalazi na čelu izvršne vlasti. Ovlasti šefa države u tom su sustavu velike.
- polupredsjednički sustav, koji se razvio u Francuskoj (Hrvatska ga je imala do ustavnih promjena 2000. godine), u kojem izvršnu vlast dijeli zajedno s vladom
- parlamentarni sustav - koji je karakterističan za europske republike (i za Hrvatsku od 2000.), a u kojem su ovlasti šefa države bitno smanjena, a funkcija mu je gotovo reprezentativna.
- jednostranački sustav, karakterističan za komunističke zemlje u kojem je šef države najčešće kolektivno tijelo (prezidijum), na čelu kojeg se nalazi predsjednik (koji je onda de facto šef države)

Funkcije koje se najčešće povezane sa šefom države, a koje će on obavljati ovisi prije svega o političkom sustavu zemlje, odnosno o njezinom ustavnom uređenju:
- predstavljanje države u zemlji i inozemstvu
- šef izvršne vlasti (u predsjedničkom sustavu)
- davanje mandata na sastavljanje vlade te imenovanje drugih visoki dužnosnika u zemlji
- sankcioniranje zakona
- imenovanje diplomatskih predstavnika svoje zemlje (predaja vjerodajnica) te primanje vjerodajnica stranih diplomatski predstavnika akreditiranih u zemlji
- sklapanje međunarodnih ugovora
- vođenje vanjske politike
- vrhovni zapovjednik vojske

U Republici Hrvatskoj predsjednik Republike je šef države.

## Zanimljivosti
- Najdugovječniji vladar u povijesti čovječanstva je faraon Pepi II. Njegova vladavina počela je kad mu je bilo 6 godina i vjeruje se da je trajala 94 godine, od 2278. do 2184. pr. Kr.
- Najdugovječniji vladar bio je tajlandski kralj Bhumibol Adulyadej. Bio je na tronu 70 godina (od 1946.).
- Najdugovječniji predsjednik bio je kubanski Fidel Castro. Na vlasti je bio 48 godina, kao predsjednik vlade od 1959. do 1976. i kao predsjednik republike od 1976. do 2008.

## Poveznice
- Popis šefova država i vlada